# Николай (Тимиадис)
Епи́скоп Никола́й Тимиа́дис (греч. Ἐπίσκοπος Νικόλαος Τιμιάδης; 2 октября 1969, Авгору, район Фамагуста) — епископ Кипрской православной церкви, хорепископ Амафунтский, викарий Лимасольской митрополии.
Тезоименитство 6 декабря — святителя Николая Мирликийского

## Биография
В 1987 году окончил Лицей святого Георгия в Ларнаке. В том же году поступил на богословский факультет Университета Аристотеля в Салониках, который окончил в 1991 году. Обучался в аспирантуре кафедры систематического богословия.
В 1992 году вместе со своим духовником иеромонахом Афанасием (Николау) и другими братиями пришёл в «Священнический» монастырь святителя Николая в Пафосе. Там же принял монашеский постриг. В ноябре 1993 года братия монастыря в полном составе перешла в монастырь Божией Матери Махера. В Лазареву субботу 1994 года принял великую схиму.
В 1996 году он был рукоположён во иеродиакона хорепископом Тримифунтским Василием (Караяннисом).
С 1996 по 2003 год являлся членом игуменского совета Махерского монастыря.
В 1999 году был рукоположён во иеромонаха митрополитом Лимасольским Афанасием (Николау).
В 2003 году был возведен в достоинство духовника митрополитом Афанасием.
9 августа 2003 года вместе с четырьмя другими братьями переселился в Монастырь святого Иоанна Предтечи в Меса Потаму, возобновив в нём монашескую жизнь. 29 августа того же года митрополитом Лимассольским Афанасием был возведён в сан архимандрита. 26 октября официально вступил в должность.
С 2005 года — член интронизационной комиссии Лимасольской митрополии.
22 мая 2007 года по предложению митрополита Лимасольского Афанасия Священным Синодом Кипрской православной церкви единогласно избран хорепископом Амафунтским, викарием Лимасольской митрополии.
Его архиерейская хиротония состоялась 10 июня того же года в митрополичьем храме Божией Матери «Всецарица» в Лимасоле.
В 2010 году протестовал против визита папы римского Бенедикта XVI на Кипр, в числе пяти епископов Кипрской церкви отказался присутствовать на церемонии и приёма Бенедикта XVI.
В октябре 2020 года, вместе с митрополитом Лимасольским Афанасием (Николау), митрополитом Киккским Никифором (Киккотисом) и митрополитом Тамасским Исаией (Киккотисом), был одним из четырёх иерархов Кипрской православной церкви, которые критиковали своего предстоятеля Хризостома II за признание автокефалии Православной церкви Украины, дарованной патриархом Константинопольским Варфоломеем.